# هواوی اسند میت
هواوی اسند میت (به انگلیسی: Huawei Ascend Mate) (هواوی میت هم خوانده می‌شود) یک فبلت هوشمند پیشرفته اندرویدی از سری هواوی اسند میت است که در فوریه سال ۲۰۱۳ توسط شرکت تولیدکننده فناوری چینی، هواوی تکنالوجیز عرضه شد. این گوشی به عنوان اولین گوشی دنیا با باتری ۴۰۵۰ میلی‌آمپر (بر ساعت) و نمایشگر ۶٫۱ اینچی شناخته می‌شود. به همین دلیل، هواوی اسند میت به فروش بی‌سابقه ای دست یافت. کاربر می‌توانست با این گوشی به حدود ۲۲ ساعت مکالمه بپردازد (در برابر ۱۷ ساعت به دست آمده توسط رقیب سامسونگی اش، گلکسی نوت). این گوشی اولین فبلت شرکت هواوی است.